# Emanuel Ignatius van Nassau-Siegen
Emanuel Ignatius van Nassau-Siegen ( Roermond, 6 januari 1688 - Brussel, 11 augustus 1735) was een officier in de Zuidelijke Nederlanden in Spaanse en later Oostenrijkse dienst. Hij was ook regent van Nassau-Siegen. 

## Familie
Emanuel Ignatius stamde uit de katholieke tak van het huis Nassau-Siegen en was de derde zoon van Johan Frans Desideratus van Nassau-Siegen uit diens derde huwelijk met Isabella Clara du Puget de la Serre. Over de rechtmatigheid van dit huwelijk bestonden twijfels, in het jaar 1701 beslisten de Rijkshofraad en in 1709 het Rijkskamergerecht dat dit huwelijk niet ebenbürtig was. In 1699 werd aan drie zonen van Johan Frans Desideratus uit dit huwelijk de titel van baron van Ronse verleend. Emanuel Ignatius bleef echter de vorstentitel voeren. 
Zelf trouwde hij met Charlotte de Mailly-Nesle. Uit dit huwelijk zijn in 1712 en 1713 twee jong overleden zonen voortgekomen. Het paar leefde gescheiden en Charlotte zou later in Parijs een leven vol uitspattingen leiden, waarna ze heimelijk naar een klooster werd gestuurd. Ondanks de scheiding zou ze later beweren dat uit het huwelijk met Emanuel Ignatius nog een zoon, Maximiliaan Willem Adolf van Nassau-Siegen voortgekomen zou zijn. 

## Leven
Emanuel Ignatius was vooral bekend als officier van het leger in de Spaanse Nederlanden. Nadat deze in 1715 Oostenrijks geworden waren, kwam hij zo in dienst van de Oostenrijkse keizer. Hij werd kapitein van de persoonlijke garde van landvoogdes Maria Elisabeth. In 1715 werd hij in de Spaanse Orde van het Gulden Vlies opgenomen. 
Na de dood van Frederik Willem Adolf van Nassau-Siegen in 1722 had keizer Karel VI, in de hoop op een katholieke erfgenaam voor Nassau-Siegen, Emanuel Ignatius en zijn broers alsnog gelegitimeerd. De keizer droeg het bestuur van Nassau-Siegen na de verdrijving van Willem Hyacinth van Nassau-Siegen over aan Emanuel Ignatius. Zijn bemoeienis met het vorstendom was gering omdat de daadwerkelijke macht in handen lag van beambten uit het keurvorstendom Keulen. Al snel reisde hij terug naar Brussel zonder zich verder om Nassau-Siegen te bekommeren. 
Het kwam echter niet zo ver dat de katholieke tak na de dood van de zonder mannelijke erfgenamen in 1734 gestorven Frederik Willem II van Nassau-Siegen de opvolging over zou nemen. Dit omdat zowel Emanuel Ignatius als zijn broer Frans Hugo in 1735 kort na elkaar stierven. 
De vermeende zoon van Emanuel Ignatius, Maximiliaan Willem Adolf van Nassau-Siegen en diens zoon, Karel Hendrik van Nassau-Siegen, golden niet als erfgerechtigd. Maximiliaan Willem Adolf bleef pretendent met steun van Frankrijk, maar het vorstendom Nassau-Siegen viel toe aan Nassau-Diez. 